# Rocksprings
La ville de Rocksprings est le siège du comté d’Edwards, dans l’État du Texas, aux États-Unis. Sa population s’élevait à 1 182 habitants lors du recensement de 2010, estimée à 1 124 habitants en 2016.

## Démographie

### Source
- (en) Cet article est partiellement ou en totalité issu de l’article de Wikipédia en anglais intitulé « Rocksprings, Texas » (voir la liste des auteurs).

1. ↑  « Population and Housing Unit Estimates » (consulté le 9 juin 2017)
2. ↑  « Census of Population and Housing », Census.gov (consulté le 4 juin 2015)